# Miguel Luis (actor mexicano)
Miguel Luis es un actor de teatro y televisión mexicano, conocido por participar en varias de las producciones de Televisa, en especial con las series de Eugenio Derbez junto al actor Sammy Pérez.

## Biografía
Miguel Luis comenzó su carrera artística junto al actor Sammy Pérez en los programas del comediante Eugenio Derbez. también tuvo apariciones en varias secciones cómicas de Televisa Deportes para varios eventos deportivos.
Actualmente tiene un canal de YouTube en donde comparte sus experiencias de su vida.

## Filmografía

### Televisión
| Título                   | año                     | pesonaje                         |
| ------------------------ | ----------------------- | -------------------------------- |
| DKDA: Sueños de Juventúd | 1999                    | Oficial                          |
| Derbez en cuando         | 1999                    | Lic. Gonzalo Dorantes; el mismo. |
| XHDRBZ                   | 2002-2004               | El mismo                         |
| Hospital El paisa        | 2004                    | Paciente                         |
| Vecinos                  | 2005                    | Miguel                           |
| Televisa Deportes        | 2006, 2008, 2010 y 2012 | El mismo                         |
| Caso Cerrado             | 2011                    | Rodolfo                          |
| La Familia P. Luche      | 2007-2012               | Compañero; Niño de oro           |
| Tal para cual            | 2022                    | Naco                             |